# Флото
Флото (нім. Vlotho, МФА: [ˈfloːtʰoː]) — місто в Німеччині, знаходиться в землі Північний Рейн-Вестфалія. Підпорядковується адміністративному округу Детмольд. Входить до складу району Герфорд.
Площа — 76,92 км2. Населення становить 18 384 ос. (станом на 31 грудня 2020).

## Географія

### Адміністративний поділ
Місто  складається з 4 районів:
- Екстер
- Уффельн
- Фальдорф
- Флото